# Beit (Pfeifentasche)

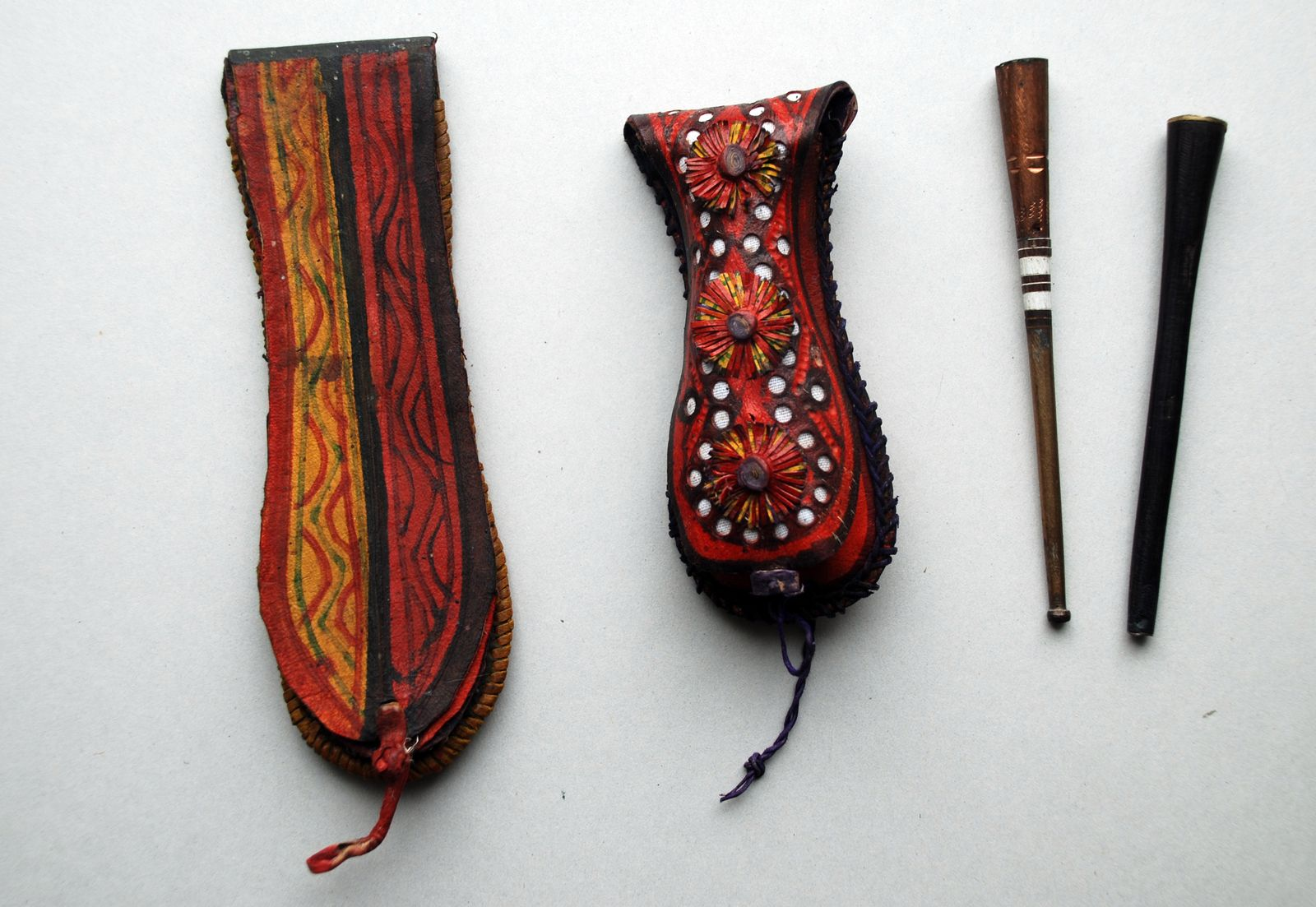
Das linke beīt ist 15 cm, das rechte 10 cm lang. Rechts zwei Pfeifenröhren

Beit (arabisch بيت, DMG beīt, Pl. bīyūt) ist ein Pfeifentäschchen, das in Mauretanien zu den traditionellen Gegenständen gehört, die von den Männern der Bidhan-Gesellschaft in der Kleidertasche mitgeführt werden. Es dient zur Aufbewahrung von Tabak, einer kleinen Pfeifenröhre und weiteren Utensilien. Das Wort beīt bedeutet auf Arabisch und auf Hassania, dem in Mauretanien gesprochenen Dialekt des Arabischen, auch „Haus“.
Das übliche Männerobergewand ist in Mauretanien die derrāʿa (hassania Pl. drārīʿe), ein zwei Meter breiter Stoffstreifen, der bis zu den Waden reicht, mit einem Halsausschnitt in der Mitte. Das weit hängende Baumwolltuch in blauer oder weißer Farbe besitzt an der linken Seite eine große aufgenähte Brusttasche, in der Pfeifentäschchen, Zahnputzstäbe (m. mswāk, Pl. msāwīk), Geld und sonstige kleine Dinge aufbewahrt werden. Das beīt ist 15–20 Zentimeter lang, etwa 5 Zentimeter breit und hat drei bis vier nach oben aufklappbare Deckel (warge, Pl. wrag). Zwischen die einzelnen Deckel werden eine Pfeifenröhre, ein Stück Draht zum Reinigen der Pfeife und Streichhölzer (ūgīde, Pl. ūgīd) oder ein Feuerzeug geschoben. Die alten Schlagfeuerzeuge aus Eisen (āznad, zenād, Pl. zendāwāt) sind seit der Mitte des 20. Jahrhunderts praktisch nicht mehr in Gebrauch, ebenso wenig Feuersteine und Zunder. Nach den Beschreibungen der französischen Reiseschriftstellerin Odette du Puigaudeau, die 1934 das eben erst für Europäer sicher gewordene französische Kolonialgebiet bereiste, wurden diese Gerätschaften zum Feuermachen noch in der Pfeifentasche mittransportiert. Das vierte Fach nimmt den Tabak (šem, tabāke und weitere lokale Bezeichnungen) auf, der auf den Märkten überall offen angeboten wird. Die Pfeife (ṭ ūba) ist eine etwa 10 Zentimeter lange konische Röhre aus verschiedenen Metallen, bis zur Mitte des 20. Jahrhunderts bestand sie auch aus dem schwarzen Holz des Grenadill (sangū). Das Volumen der Pfeife ist sehr klein, der Tabak einer Zigarette reicht etwa für drei Füllungen.
Zur Herstellung der bīyūt verwenden die darauf spezialisierten Frauen der maʿllemīn (Handwerkerschicht) Lamm- oder Ziegenleder. John Mercer beschreibt von seinem Aufenthalt 1975 in der damaligen Kolonie Spanisch Sahara, dass speziell für Pfeifentaschen gelegentlich auch Eidechsenhaut verwendet wurde. Für eine Tasche werden vier an den Enden halbrunde oder spitz zulaufende Lederstreifen mit der doppelten Länge, also 30–40 Zentimeter, und zwei Streifen mit einfacher Länge benötigt. Der äußere Klappdeckel ist mit Prägemustern und manchmal mit Fransen verziert. Alle Streifen sind mit geometrischen Mustern oder einfachen Schlangenlinien bemalt. Die Lederstreifen sind an der Oberseite glatt, die äußeren haben eine rote Grundfarbe, die inneren sind nacheinander beispielsweise gelb, rot und grün. Die raue Innenseite der Streifen ist meist dunkelblau. Die einzelnen Lederstreifen werden übereinandergelegt und an den Rändern mit dem Überwendlichstich umsäumt. Die fertigen Taschen sind flach oder leicht gewölbt, einige sind etwas tailliert. Ältere bīyūt besitzen eine Umhängeschnur, mit der sie wie Amulette sichtbar an der Brust getragen werden konnten.
Neben ihrer praktischen Funktion dient die Pfeifentasche als Männerschmuck ähnlich den verzierten Amulettbehältern und Gebetsketten (Tasbih). Die Bemalungen und Stanzungen folgen festgelegten Grundmustern, wie sie auch bei den Armlehnkissen surmije, bei den nicht mehr hergestellten Transportsäcken (Pl. tisufren, auch tiziyāten) und sonstigen Lederarbeiten zu sehen sind.